# Paula és a vadállatok
A Paula és a vadállatok (eredeti cím: Paula und die wilden Tiere) egy német televíziós filmsorozat. Németországban 2012. szeptember 2-ától a KI.KA kezdte vetíteni. Magyarországon 2014. október 5-étől az M2 kezdte sugározni.

## Ismertető
A dokumentum sorozat történetében vadmacskák láthatóak, amelyek rettentően megvadult állatok, és bizony nagyon veszélyesek. Gyorsak tudnak futni, és ügyesen tudnak vadászni. A sorozat főszereplője: Paula, és ő csakugyan tartott az ilyen állatoktól. Mindezek ellenére összeszedte a bátorságát, segített az otthonuk átrendezésében, és a védőoltásnál is. Így aztán egy apró kis vadmacskát, végül megölelhetett jutalmul. 

## Epizódok
1. De hol lehet a vadmacska?
2. Hiúz a hóban
3. Egy imádnivaló vadmalac
4. Jelentkezzen, akit karakálnak hívnak!